# Isola Piana (Porto Torres)
L'isola Piana (in sassarese: Isura Piana) è un'isola disabitata situata tra l'Asinara a nord e capo Falcone a sud-ovest, all'estremo nord-occidentale della Sardegna. Amministrativamente fa parte del comune di Porto Torres.
È conosciuta anche per essere stata per decenni proprietà della famiglia Berlinguer.

## Territorio
L'isola, di modeste dimensioni, ha una superficie di 120 ettari e non presenta rilievi. La sua costa si differenzia a seconda del versante. Il versante interno al golfo dell'Asinara ad esempio presenta coste quasi sul livello del mare con tratti sabbiosi e sono presenti numerose calette. Il versante esterno, cioè quello che si affaccia sul mar di Sardegna, ha un aspetto frastagliato con altezze che superano anche i tre metri composto da rocce scisti metamorfici del tutto simili a quelli del vicino capo Falcone.

## Flora e fauna
La flora isolana è costituita unicamente da macchia mediterranea, con la prevalenza di lentisco, ginepro licio (Juniperus phoenicea) e da una discreta presenza di porri.
La fauna è composta prevalentemente da volatili, quali gabbiani, cormorani e aironi che nidificano nel piccolo isolotto a sud-est dell'isola. Sono presenti anche tartarughe, colubri e lepri. La flora e la fauna marina sono analoghe a quelle dell'isola dell'Asinara.